# Sophie Pacini
Sophie Pacini (* 12. Dezember 1991 in München) ist eine deutsch-italienische Pianistin.

## Leben und musikalische Karriere
Sophie Pacini begann mit sechs Jahren, Klavier zu spielen. Im Alter von neun Jahren hatte sie ihr Konzertdebüt. Ein Jahr später übernahm der Klavierpädagoge Karl-Heinz Kämmerling am Salzburger Mozarteum ihre Ausbildung, danach wurde sie in das dort neu gegründete Hochbegabteninstitut Leopold Mozart aufgenommen. Ab 2007 setzte Sophie Pacini ihr Studium in der Meisterklasse von Pavel Gililov fort und schloss es 2011 mit Auszeichnung ab. Meisterkurse u. a. bei Dmitri Baschkirow und Fou Ts’ong vervollständigten ihre Ausbildung.
Sophie Pacini tritt weltweit in Konzertsälen auf wie u. a. Suntory Hall Tokio, Orchard Hall Tokyo, Laeiszhalle Hamburg, Beethovenhalle Bonn, Tonhalle Zürich, Konzerthaus Berlin, Philharmonie Berlin, Philharmonie am Gasteig München, Konzerthaus Dortmund, Gewandhaus Leipzig, Konzerthaus Wien, Wigmore Hall London, Elbphilharmonie Hamburg, Opéra de Dijon, Palais des Beaux-Arts de Bruxelles (BOZAR) und Philharmonie Haarlem.
Sie trat im Rahmen internationaler Festivals auf wie u. a. dem Piano-Festival Lucern, dem Klavierfestival Ruhr, dem Rheingau Musik Festival, dem MDR-Musiksommer, den Salzburger Festspielen, dem Piano Festival aux Jacobins, Toulouse, dem Kammermusikfest Lockenhaus mit Gidon Kremer, den Festspielen Mecklenburg-Vorpommern und Progetto Martha Argerich in Lugano und Martha Argerich Festival Hamburg.
Als Solistin war Sophie Pacini zu Gast bei Orchestern wie dem Gewandhausorchester Leipzig, dem Tokyo Philharmonic Orchestra, dem Tonhalle-Orchester Zürich, dem Luzerner Sinfonieorchester, den Dresdner Philharmonikern, dem Württembergischen Kammerorchester Heilbronn, der Deutschen Staatsphilharmonie Rheinland-Pfalz, dem Münchner Rundfunkorchester, dem Wiener Kammerorchester, dem Mozarteum-Orchester Salzburg, den Brandenburger Symphonikern, dem Maggio Musicale Fiorentino, den Brüsseler Philharmonikern, dem Berner Symphonieorchester und dem Bournemouth Symphony Orchestra.
Für den Deutschlandfunk und den Südwestrundfunk hat Sophie Pacini neue Sendeformate konzipiert und moderiert.
Seit 2023 kuratiert Sophie Pacini ihr eigenes Festival "Nuancen" in ihrer Heimat Aying.
Sie ist seit 2023 ordentliches Mitglied der „Europäischen Akademie der Wissenschaften und Künste“.

## Diskografie
- 2012: Schumanns Klavierkonzert a-Moll op. 54 und Mozarts Klavierkonzert Nr. 9 Es-Dur KV 271 mit der Deutschen Staatsphilharmonie Rheinland-Pfalz unter Radoslaw Szulc (Onyx Classics[7])
- 2012: „Schumann – Liszt“ (Avi Music[8])
- 2014: „Chopin“ (Avi Music[9])
- 2016: „Solo Piano“ Beethoven – Liszt  (Warner Classics[10])
- 2018: „In Between“ – Robert Schumann und Clara Schumann – Mendelssohn Bartholdy und Fanny Hensel  (Warner Classics[11])
- 2020: „Rimembranza“ – Mozart, Schubert, Liszt, Love Theme Andrea Morricone's aus Cinema Paradiso (Avenir[12])
- 2022: „Boundless“ - Poulenc, Bernstein, Weinberg, Prokofjew – Duo: Sophie Pacini (Klavier), Pablo Barragán (Klarinette) (Aparté Label[13])
- 2022: (DVD) „Sophie Pacini & Martha Argerich – New Year’s Impression from Vienna“  (Arthaus Musik[14])
- 2023: „Puzzle“ - Chopin und Skrjabin (Outhere / Fuga libera[15])
- 2025: „bittersweet“- Chopin, Debussy, Brahms, Schumann (Deutsche Grammophon[16] – Avenir[17])

## Preise und Auszeichnungen
- 2011 Prix Edmond de Rothschild-Thierry Scherz der Sommets musicaux de Gstaad[18][19]
- 2011 Förderpreis Deutschlandfunk bei Bremer Musikfest-Preis[20][21]
- 2013 Stipendium der Mozart-Gesellschaft Dortmund[22]
- 2015 ECHO Klassik als  Nachwuchskünstlerin des Jahres 2015
- 2017 International Classical Music Award (ICMA) als „Young Artist of the Year“[23]
- 2023 Ordentliches Mitglied der Europäische Akademie der„Wissenschaften und Künste“[24]